# عبادة العجل الذهبي
عبادة العجل الذهبي هي لوحة زيتية للفنان الفرنسي نيكولا بوسان حيث أنه قد تم رسمها عام 1633 - 1634.